# بن بودیچ
بن بودیچ (انگلیسی: Ben Bowditch؛ زادهٔ ۱۹ فوریهٔ ۱۹۸۴) بازیکن فوتبال اهل بریتانیا است.
از باشگاه‌هایی که در آن بازی کرده‌است می‌توان به باشگاه فوتبال کولچستر یونایتد، باشگاه فوتبال کونکورد رانجرز، باشگاه فوتبال سادبوری، باشگاه فوتبال تاتنهام هاتسپر، باشگاه فوتبال تاروک، باشگاه فوتبال پوترز بار تاون، باشگاه فوتبال بیشاپس استورتفورد، باشگاه فوتبال بارنت، و باشگاه فوتبال سنت آلبنز سیتی اشاره کرد.
وی همچنین در تیم‌های ملی فوتبال England national under-16 football team، زیر ۱۷ سال انگلستان، زیر ۱۹ سال انگلستان، و زیر ۲۰ سال انگلستان بازی کرده‌است.